# Travoprost
Travoprost (Travatan, Travatan Z, Travo-Z) ofthalmički rastvor je topikalni lek koji se koristi za kontrolu progresije glaukoma ili okularne hipertenzije. On deluje tako što redukuje intraokularni pritisak. On je sintetički prostaglandinski analog (specifičnije, analog prostaglandina F2α) koji uvećava odliv fluida iz očiju.

## Spoljašnje veze
|  | Molimo Vas, obratite pažnju na važno upozorenje u vezi sa temama iz oblasti medicine (zdravlja). |